# Susana André
Susana André fue una actriz de cine y teatro argentina activa entre 1960 y 1970.

## Carrera
Joven damita de varias compañías de comedias argentinas, André brilló tanto en cine como en el teatro durante la década de 1960 con roles secundarios, casi siempre con roles de chica inocente. 
En la pantalla grande fue contratada por el director  Julio Saraceni para actúa en tres de sus películas. Primero debuta en 1962 junto a José Marrone y Juanita Martínez en las películas  Cristóbal Colón en la Facultad de Medicina y El mago de las finanzas, esta última con libro de Abel Santa Cruz. Al año siguiente aparece en Cuando calienta el sol con Antonio Prieto y Beatriz Taibo. En 1964 actúa en su última aparición en El gordo Villanueva compartiendo pantalla con Jorge Porcel, Julia Sandoval y Juan Carlos Altavista.
En su paso fugaz por el cine fue paralelo a su carrera teatral, desapareciendo su imagen del medio artístico a inicios de los 70's

## Filmografía
- 1964: El gordo Villanueva
- 1963: Cuando calienta el sol.
- 1962: El mago de las finanzas................................hermana de Feliciano
- 1962: Cristóbal Colón en la Facultad de Medicina